# Colona
Colona  es un género  de fanerógamas perteneciente a la familia de las  malváceas. Incluye 40 especies. Es originario de Sudeste de Asia tropical. Fue descrito por Antonio José de Cavanilles  y publicado en  Icones et Descriptiones Plantarum, quae aut sponte . . . 4: 47, en el año 1798.

## Descripción
Son árboles o arbustos. Las hojas son largamente pecioladas; son ovadas, por lo general peludas abaxialmente. Las inflorescencias son terminales, en cimas paniculadas. Las brácteas son pequeñas. Flores bisexuales. El fruto es una cápsula, subglobosa, y dehiscente.

## Especies
| - Colona angusta - Colona aequilateralis - Colona archboldiana - Colona auriculata - Colona blancoi - Colona borneensis - Colona celebica - Colona curtisii - Colona diptera - Colona discolor - Colona elobata - Colona evecta - Colona evrardii - Colona flagrocarpa | - Colona floribunda - Colona grandiflora - Colona hamannii - Colona hirsuta - Colona hospita - Colona isodiametrica - Colona jagori - Colona javanica - Colona kodap - Colona kostermansiana - Colona lanceolata - Colona longipetiolata | - Colona megacarpa - Colona merguensis - Colona mollis - Colona nubla - Colona philippinensis - Colona poilanei - Colona scabra - Colona serratifolia - Colona sinica - Colona subaequalis - Colona thorelii - Colona velutina - Colona velutinosa - Colona winitii |